# الثليماء
الثليماء هي إحدى قرى محافظة الأحساء، في المنطقة الشرقية في المملكة العربية السعودية، وتقع في جنوب مدينة الخرج.

## الموقع
تقع الثليماء في منتصف الجزيرة العربية، وتبعد عنها مدينة الهفوف شرقًا حوالي 600 كم والمدينة المنورة غربًا بحوالي 700 كم. يحدّها من الجنوب الخنيقية وجفن ضب، بالإضافة إلى الحويتة من الشمال، تبعد عن عين دار 3كم.

## التاريخ
كانت الثليماء عبارة عن مجموعة آبار أقيم حولها العديد من المزارع، حيث تكثر آبار النخيل وشجر الأثل. الآن، باتت هذه الآبار مهجورة، وتأسست قرية بنفس الاسم 19 كم إلى الغرب،يوجد بها وادي الثليماء.